# Fulgencio Yegros (Paraguay)

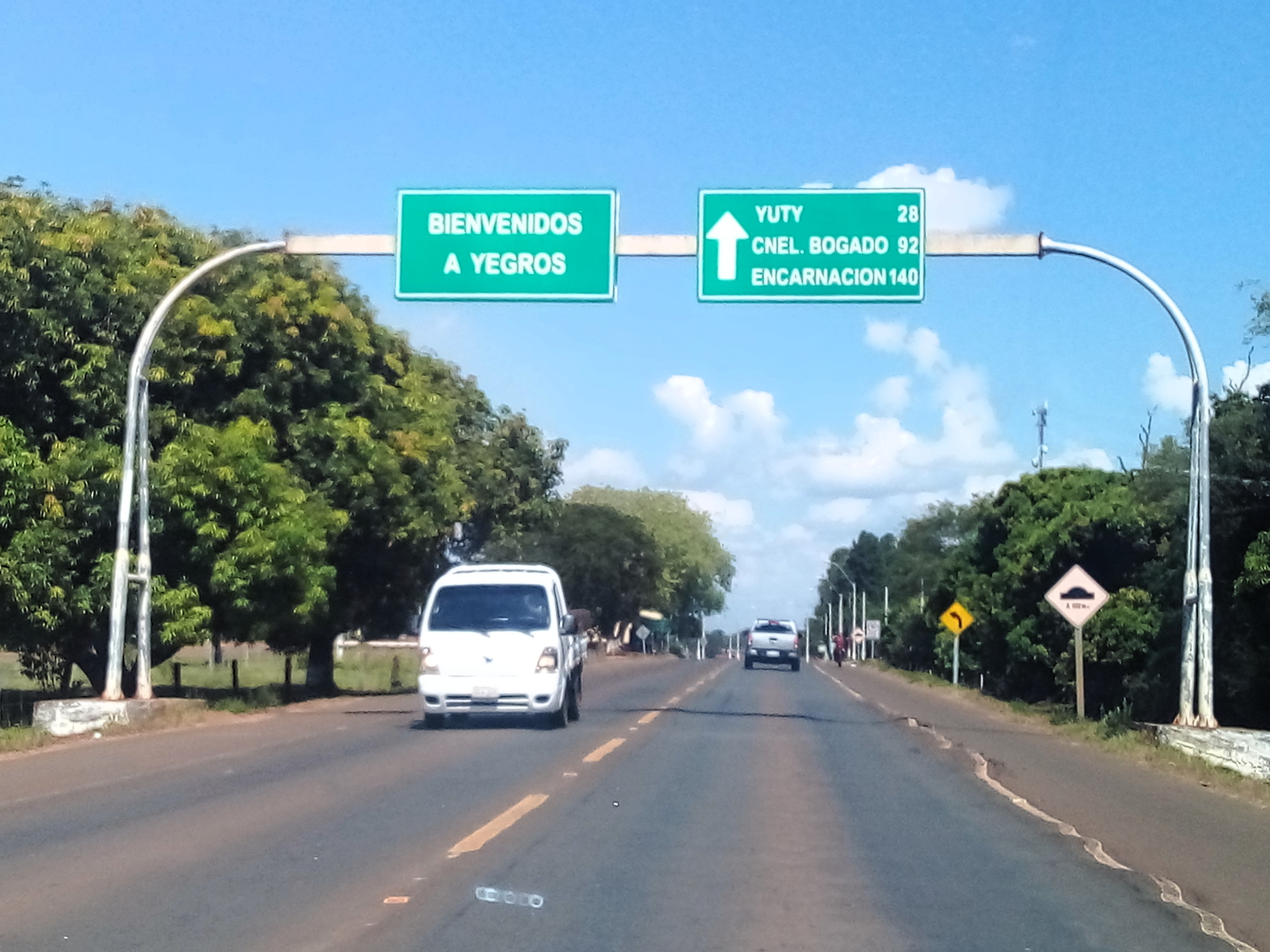
Acceso a Fulgencio Yegros por la Ruta PY08.

Fulgencio Yegros (llamada coloquialmente Yegros) es un municipio del departamento paraguayo de Caazapá. Se halla a 278km Al sudeste de Asunción. Lleva el nombre de uno de los próceres de la independencia del Paraguay, Fulgencio Yegros.

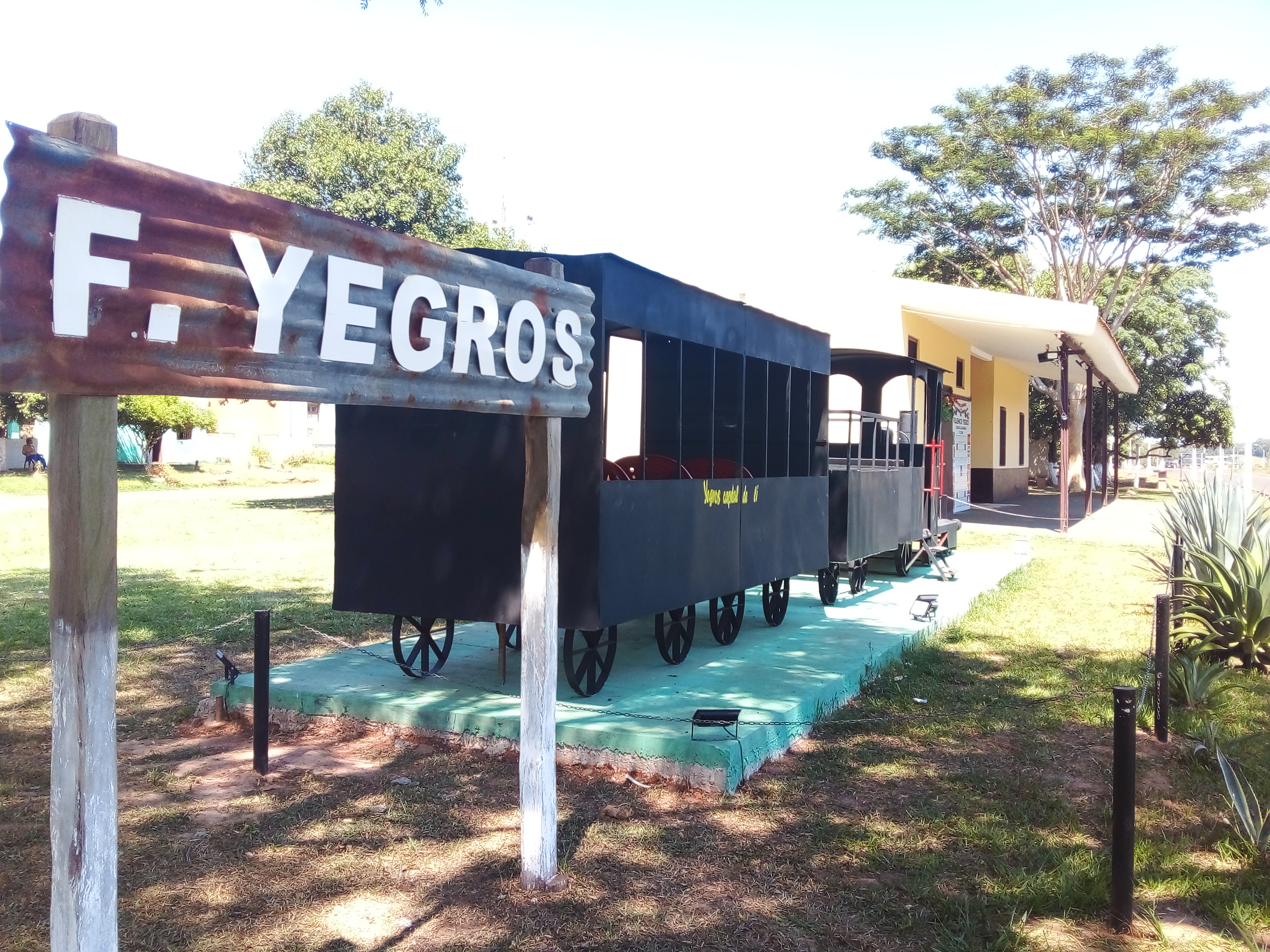
Antigua estación de tren de Fulgencio Yegros, del extinto FFCC Carlos Antonio López.

## Historia
La colonia Fulgencio Yegros fue fundada por ley el 25 de julio de 1888, siendo su fundador el Comisario General de Inmigración y primer Administrador de la Colonia, Santiago Schaerer. Constituida por pioneros alemanes, suizos, franceses (venidos de Picardía que la llamaron “La Nouvelle Picardie”) y argentinos procedentes de Corrientes, de Ticumperú, que la llamaron “Villarrica”, sus nombres oficiales por decreto fueron: Primero recibió el nombre de “Puesto Naranjo”, luego fue renombrada como “San Fernando del Espíritu Santo”, a partir de 1891 se la llamó “Colonia Nacional” y después “Colonia Juan Gualberto González", para finalmente llevar el nombre de uno de los próceres de la independencia nacional, Fulgencio Yegros.
El trazado de la ciudad es único en el país, incorpora el concepto hipodámico atravesado por dos diagonales al estilo de las ciudades planificadas de fines del siglo XIX (similar al de La Plata, Argentina), con una plaza central y cuatro plazas en los ángulos que convergen en el centro a través de las diagonales. Es la primera ciudad planificada de Paraguay, idea de los propios pobladores.

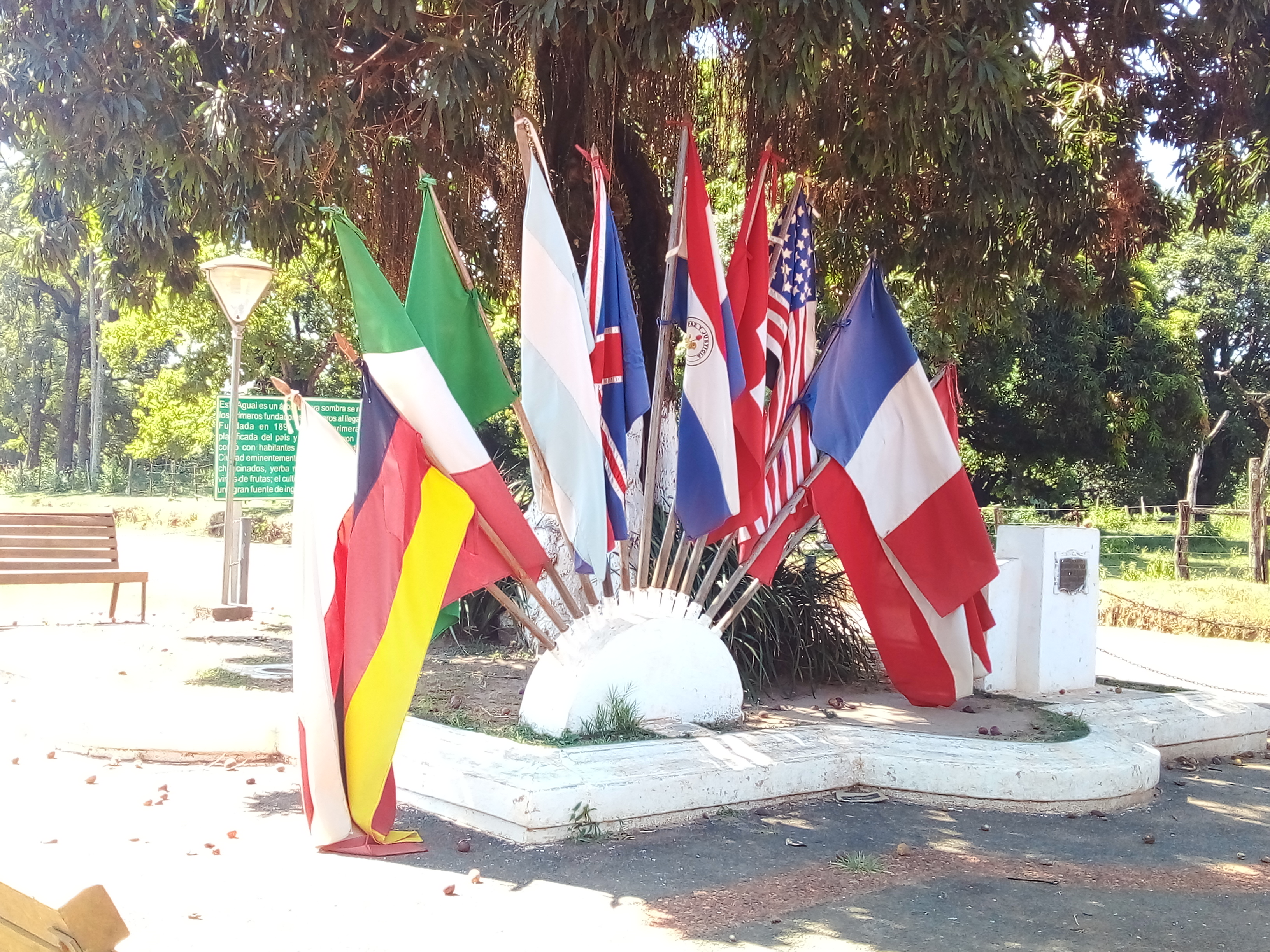
Monumento a los Colonos que poblaron Fulgencio Yegros.

Durante la Primera Guerra Mundial, según los pobladores, cuando Francia y Alemania estaban en conflicto, los colonos oriundos de estos países, se dieron la mano en señal de confraternidad.
En 1930, se inauguró una usina eléctrica que hizo que Yegros fuese de las primeras localidades paraguayas en contar on energía eléctrica. La usina dejó de funcionar al iniciarse la Revolución del 47.

## Geografía
Ciudad ubicada a 283 km de Asunción; tiene 872 km² . 

### Clima
La temperatura media es de 21 °C, la máxima en verano 37 °C y la mínima en invierno, 1 °C. Está situada en uno de los departamentos que registra mayor nivel de precipitaciones, por lo que la región es excelente para la explotación agropecuaria.
Ciudad de Paraguay, departamento de Caazapá, ubicada a 283 km de Asunción.

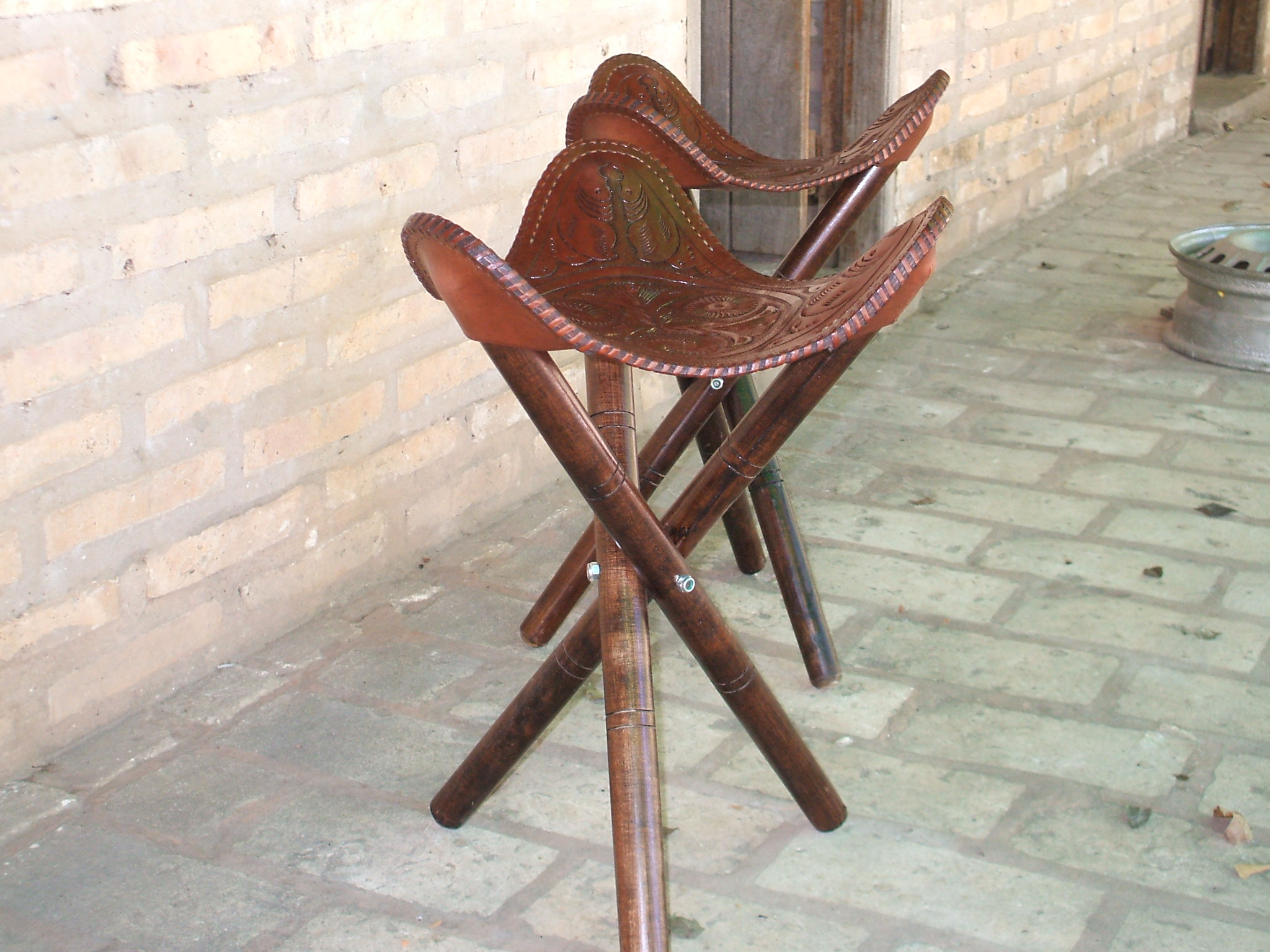
Artesanía en cuero.

## Economía
Los pobladores de Yegros se dedican a la ganadería, destilación de alcohol, caña, petit grain y vinos frutales. Además de embutidos, tabaco y diversos tipos de quesos.Así como también el, (licor), (yogur), (diferentes tipos de dulces)
Es productora de naranjas, caña dulce y madera, las que proveía en épocas de uso del ferrocarril.
Es muy apreciada la artesanía en cuero.

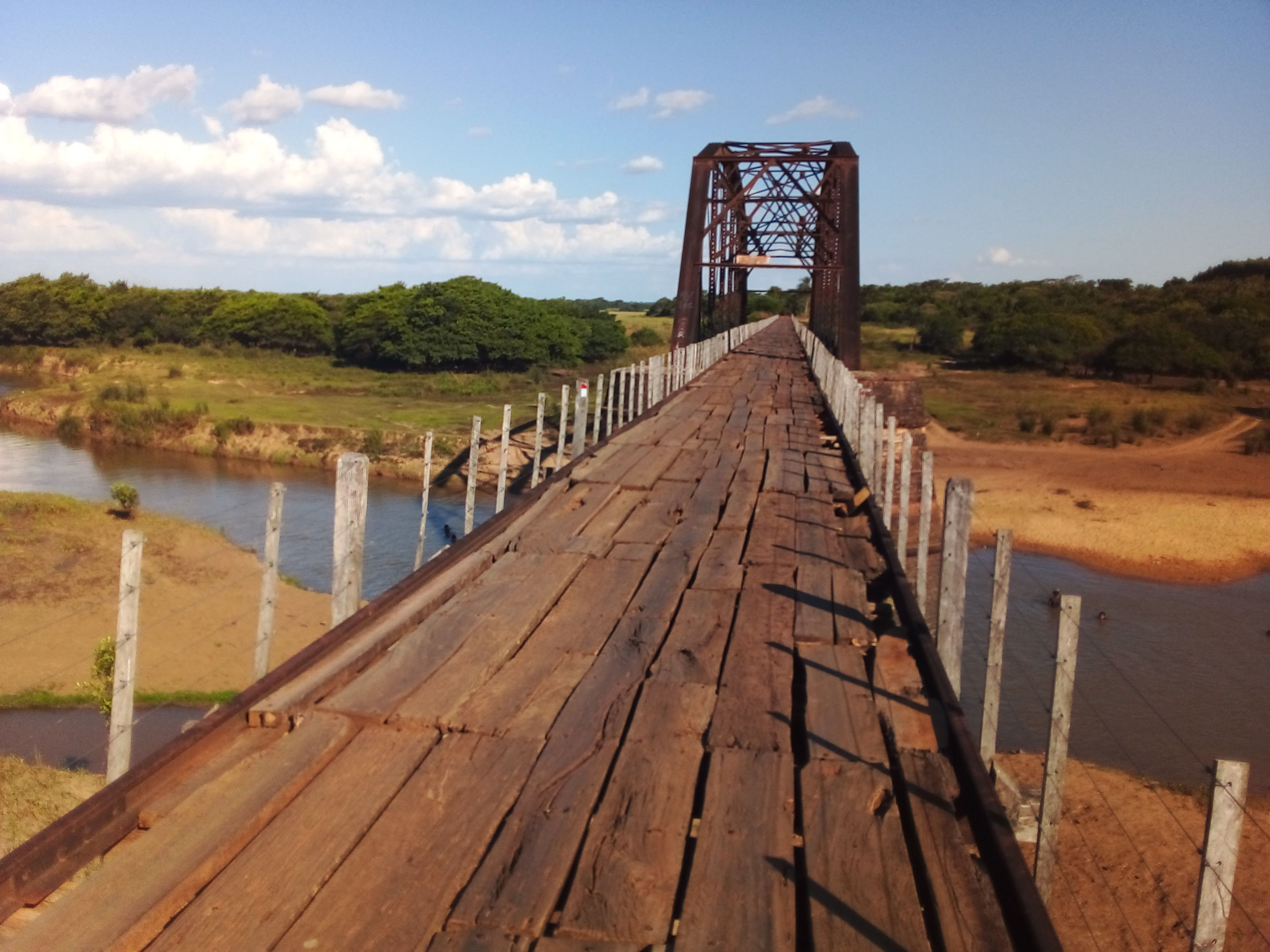
Antiguo puente ferroviario sobre el río Pirapó, llamado "Hierro Punta".

## Infraestructura
El puente del ferrocarril sobre el Río Pirapó en el lugar conocido como "Fierro Punta" en la compañía de Loma Pirapó, es un punto interesante a conocer. El puente fue construido en 1909 según la placa de la compañía constructora ubicada en la base del puente.

## Yegreños reconocidos
- Elvio Romero, poeta nacido en Yegros en 1926.
- Marcial González, intendente de Asunción, Diputado Nacional y docente de la Universidad Nacional de Asunción.
- Santiago Cortesi, arpista, creador de la célebre melodía Isla Saká. .
- Nathalie Bruel, poetisa quien tuvo sus obras publicadas en La Tribuna de Asunción y periódicos de Buenos Aires, escribió poemas en español y en francés, también se dedicó a la pintura al óleo.